# グミ

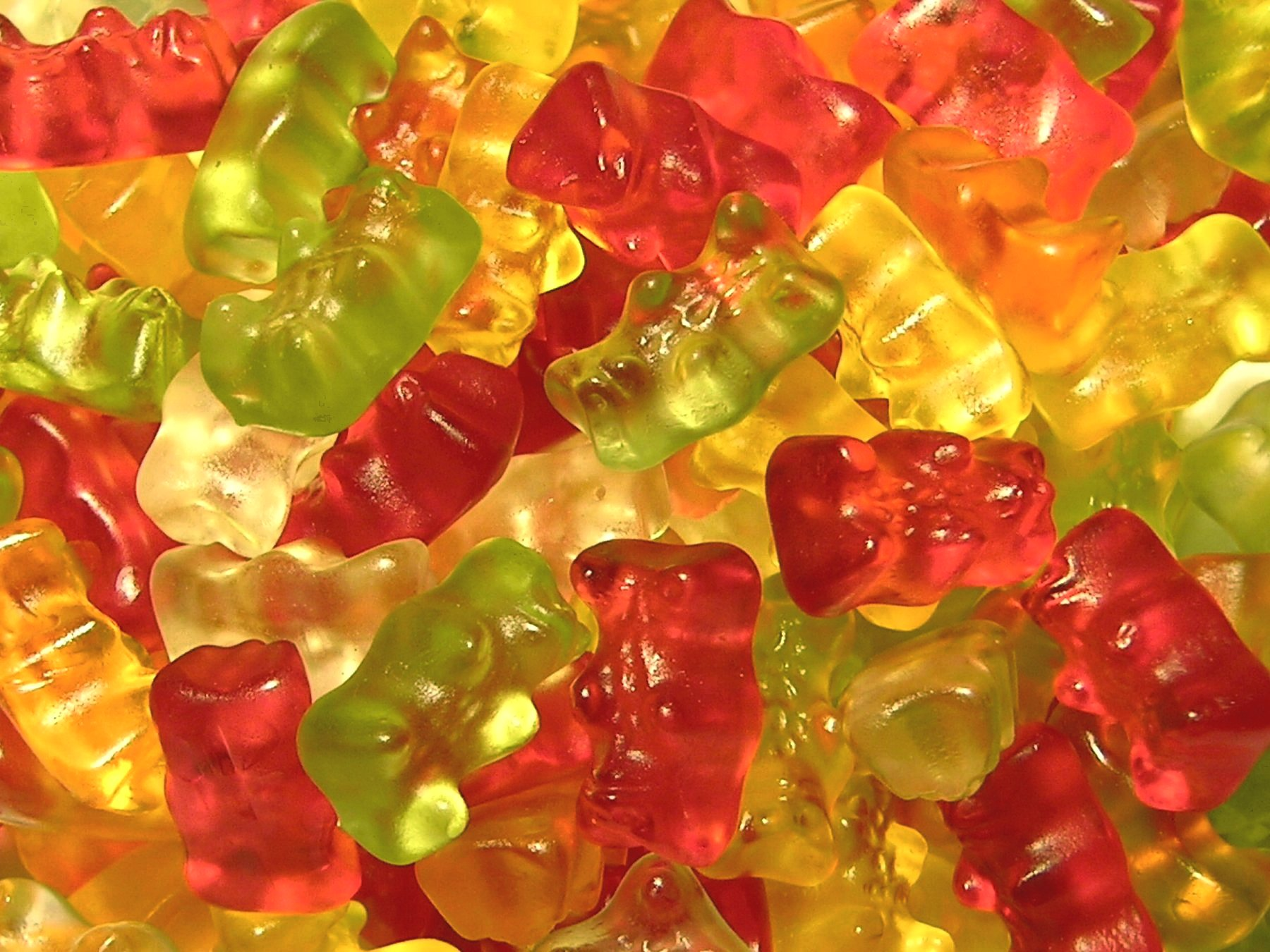
ハリボーのゴールドベアグミ

グミ（独: Gummi、またはFruchtgummi）は、果汁などをゼラチンで固めたドイツ発祥の菓子の一種である。名称はドイツ語でゴムを意味するGummiに由来する。ドイツと北米では熊をかたどったグミベア（Gummibär、Gummibärchenとも）が、様々な形のグミの中で最も親しまれ定着した形状である。
英語ではガミー(ズ)（英: gummy, (複) gummies）などと表現される。

## 発祥
ドイツでは強く噛む必要のある食べ物が少なくなり、歯に関する病気にかかる子供が増えていた。そのため硬い菓子を作ることで子供の噛む力を強くし、歯にかかわる病気を防ごうと作られた。1920年ボンのハンス・リーゲル (Hans Riegel)が果汁をゼラチンで固め、コーンスターチをまぶして作り、ハリボー社（Hans Riegel、Bonnの頭文字でHARIBO）を設立して販売した。ドイツのグミブランドとしてはカッチェス社のワンダー（ユニコーンのパッケージ）やカッチェン（世界一マズいともいわれる）、メダラー社のトローリ（キス、キャンディバナナ、ブループラネットなど）も有名。

## 日本の場合
日本では1980年に明治製菓が発売した「コーラアップ」が初の製品である。子供向けの菓子として知られていたが、1988年に同じく明治製菓が発売した「果汁グミ」が若年層を中心にヒットし、市場が大きく拡大する。この頃、明治製菓は将来の需要増を見込んで大幅な生産ライン拡大をしたため、一時はグミに関する商品企画ならどんなものでも通ると言われ、ひもグミなどの珍奇な商品も現れた。

## 日本で販売されている代表的な商品
- 明治
  - 果汁グミ
  - コーラアップ
  - ポイフル
  - ひもQ
  - GOCHI
- ハリボー(輸入販売代行　三菱食品)
  - ゴールドベア
  - シュネッケン
  - 地球グミ(正式名称ではない)
- ノーベル製菓
  - サワーズグミ
  - ペタグーグミ
- UHA味覚糖
  - シゲキックス
  - ぷっちょグミ
  - コロロ
  - 忍者めし
  - コグミ
- カバヤ食品
  - タフグミ
  - ピュアラルグミ
- ブルボン
  - フェットチーネグミ
  - しゃりもにグミ
- カンロ
  - ピュレグミ
  - カンデミーナ
- 春日井製菓
  - つぶグミ
  - まるごと果実
- ロッテ
  - フィッツグミ
- 扇雀飴本舗
  - 幸せにくきゅうグミ
  - 蜜果グミ
  - 贅沢なグミ
  - モチグー
- ライオン菓子
  - ナタデココグミ
  - ぷよぷよグミ

## 大麻グミ問題
2020年頃より、大麻に類似した成分が含まれるグミ、俗名大麻グミが出回るようになり、社会問題となっている。食べた人が体調不良を訴えるケースが多発しており、厚生労働省麻薬取締部は、2023年11月に東京都や大阪府の販売店数店を立入検査し、このうち東京都渋谷区の店舗について営業停止命令を出した。

## 健康への配慮
タイムズ科学者たちは、虫歯予防の為、砂糖の代替品であるキシリトールをグミに添加することを研究した。グミは窒息のリスクが高い。 研究によると、「弾力性や潤滑性、あるいはその両方が高い硬くて丸い食品は、特に3歳未満の子供にとって、重大なレベルのリスクを引き起こす」とされている。 これはハイムリッヒ法で解決できる。